# 2010 SO16
2010 SO16是廣域紅外線巡天探測衛星發現的一顆近地小行星的臨時名字。它的軌道被愛爾蘭亞爾馬天文台的Christou Apostolos和David Asher描述出來，這個天體的直徑只有數百米，光度為20.7等。
2010 SO16有一個“馬蹄形軌道”，使它能夠穩定的與地球共享軌道而不會發生碰撞，是少數已知有馬蹄形軌道的小行星之一。然而它既不是阿波羅型小行星，也不是阿登型小行星，因為它的軌道半長軸不小於也不大於1天文單位，而是以大約350年的週期，在大約0.996和1.004天文單位之間振盪著；在這大約350年的馬蹄型週期，無論是超前或是尾隨著地球，它永遠不會接近地球至0.15天文單位之內。
根據各種不同的模擬，2010 SO16至少會在軌道上維持12萬年，甚至超過一百萬年，與同類型的其它天體比較異常的穩定，原因之一是它的低軌道離心率只有0.084。